# Alfonso Petrucci
Alfonso Petrucci (Siena, 1491 – Roma, 16 de juliol de 1517) va ser un cardenal i bisbe catòlic italià.
Alfonso Petrucci va néixer a Siena el 1491 d'una família de l'aristocràcia de la ciutat, segon fill de Pandolfo Petrucci i Aurelia Borghesi, pertanyent a la Monte dei Nove. Poc se sap sobre la seva educació cultural i la seva carrera eclesiàstica, fins que fou nomenat bisbe de Sovana, que va tenir lloc l'1 d'octubre de 1510, a l'edat de tan sols 19 anys. Els vincles i les relacions entre els Estats Pontificis i la República de Siena, compromesa amb la defensa de Montepulciano en contra dels objectius de la República de Florència, eren una part integral de la seva elecció com a cardenal diaca el 10 de març de 1511 amb el títol de S. Teodoro. De fet, el Papa Juli II, amb ganes de sostraure la República de Florència de l'aliança amb el Regne de França, va demanar al govern de Siena - moderat per Pandolfo Petrucci - mitjançant la devolució dels florentins a Montepulciano, a canvi d'un aliatge bilateral de vint anys de vida les dues repúbliques, així com el nomenament d'Alfonso com a cardenal. Juntament amb el títol de cardenal, tot i que va ser designat a la diòcesi de Massa Marittima, que es va unir a la comanda de l'abadia de San Leonardo de Macina (abans pertanyia a l'Orde Teutònic), a la diòcesi sipontina. Tres anys més tard va renunciar, a favor del seu cosí Lattanzio, al Bisbat de Sovana.
En el conclave de 1513, quan va ser elegit Giovanni de Medici amb el nom de Lleó X, que, en contra dels consells de Siena, i especialment per Antonio dona Venafro, va donar suport a la candidatura Medici, convençut que ell això va conduir a un rejoveniment de la jerarquia de l'església, mentre que, pel Siena, que temia que la unió política de la República de Florència i els Estats Pontificis, que hi hauria "picat" de la República de Siena. No obstant això, quan es van començar a manifestar les ambicions expansionistes de Lleó X que, com la família Borja en la dècada anterior, tenia ganes de prendre possessió dels estats italians del centre d'Itàlia per obtenir un domini de la família Medici, Alfonso va buscar l'aliança dels Della Rovere d'Urbino i de la branca de Gian Paolo Baglioni de Perussia i el suport del Regne d'Espanya. Això va produir una divisió interna de la família Petrucci, ja que el seu cosí Raffaele, bisbe de Grosseto, va ser dirigit per Lleó X per prendre el poder a Siena en de març de 1516, expulsant Borghese Petrucci, germà d'Alfonso i primogènit de Pandolfo.
Després de la primera guerra duta a terme pel Papa Lleó X contra el ducat d'Urbino (1516), es va retirar en els feus dels Colonna, on, amb el suport del Regne d'Espanya, es disseny la campanya de Francesco Maria Della Rovere, tenia com a objectiu recuperar el ducat d'Urbino. Si bé, aquest últim, el gener de 1517, van començar les operacions militars, al mes següent, Alfonso va ser convocat per a un aclariment pel Papa Lleó X, però ja al març, que preferí sortir de Roma i continuar projectes relacionats amb el retorn del seu germà Borghese al govern de Siena. El pontífex va prendre el pretext de trobar una correspondència entre Alfonso i algunes personalitats de la cort papal per haver arrestat, l'abril de 1517, molts membres del seu cercle familiar.
El 16 de maig de 1517, el cardenal Alfonso va ser convidat a tornar a Roma sota salconduit papal, però l'endemà va ser arrestat i portat a Castel Sant'Angelo. Acusat de patrocinar una conspiració dirigida enverinament de Lleó X i el seu reemplaçament com a Papa amb el cardenal Raffaelo Riario Sansoni, pro-nebot de Sixt IV, cosí de Juli II així com prop de la família i protector de Francesco Maria della Rovere, va ser objecte un procés els documents originals es conserven en part en l'Arxiu Secret Vaticà i publicat en els volums del marquès Alessandro Ferrajoli i Maurizio Gattoni, citat en la següent bibliografia.
A partir del 22 de juny de 1517, el rastre del cardenal Alfonso es perd en documents oficials. La notícia de la seva mort, datada el 4 de juliol de 1517, és el resultat de la correspondència rebuda per l'ambaixador venecià Marco Minio, qui en les setmanes següents a la detenció d'Alfonso Petrucci va proporcionar una imatge precisa del desplegament dels esdeveniments. Altres fonts manuscrites, conservades a la Biblioteca Apostòlica Vaticana, confirmen la data i descriuen la mort per estrangulació, que va tenir lloc a la presó del Castell de Sant Angelo.